# Verordnung über Zusatzleistungen in Härtefällen nach dem Bundesausbildungsförderungsgesetz
Die Verordnung über Zusatzleistungen in Härtefällen nach dem Bundesausbildungsförderungsgesetz (HärteV) ist eine Rechtsverordnung der deutschen Bundesregierung. Die Verordnung regelt die Übernahme der Kosten, die im Rahmen einer Ausbildung in einem Internat entstehen, sowie die Übernahme der Kosten der Unterkunft.
Eine Kostenübernahme ist nach § 14a BAföG möglich, wenn es zur Erreichung des Ausbildungsziels erforderlich ist, z. B. bei Bewohnern der nordfriesischen Inseln, die eine Gymnasiallaufbahn nur durch Unterbringung in ein Internat auf dem Festland (Niedersächsisches Internatsgymnasium Esens) absolvieren können.
Bei Unterbringung in einem Internat können auch höhere Kosten als die Höchstsätze des BAföG übernommen werden. Kosten der Unterkunft werden übernommen, wenn dies zur Vermeidung unbilliger Härten erforderlich ist, z. B. bei Bedürftigkeit der Eltern.